# Атака Парэма
Ата́ка Па́рэма — шахматный дебют, начинающийся ходами: 
 1. e2-e4 e7-e5 
 2. Фd1-h5
Относится к открытым началам.

## История
Дебют назван по имени американского шахматиста XX века Бернарда Парэма (англ. Bernard Parham), разработавшего систему потенциальных векторов, согласно которой вывод белого ферзя на поле h5 на втором ходу — оптимальное развитие сил для постановки мата на поле f7. Несмотря на то, что современная теория критично относится к преждевременному развитию ферзя, Б. Парэм активно применял данный подход в тренерской практике и в турнирах. В 1967 году, используя свою теорию, он выиграл чемпионат штата Индиана, после чего за дебютом утвердилось название «Атака Парэма».

## Идеи дебюта
Белые атакуют ферзём чёрную пешку на e5 и уязвимое поле f7, после чего, выводя слона на поле с4, создают угрозу мата. При игре против новичков бывалые игроки нередко ставят детский мат, в то же время при правильной защите чёрные легко парируют угрозы и получают возможность опередить соперника в развитии. Поэтому для гроссмейстерских турниров данный дебют не характерен, зато в партиях любителей он встречается часто. Среди шахматистов высокого уровня атаку Парэма иногда применяет Хикару Накамура.

## Варианты
- 2. …Kg8-f6!? — наиболее активная, но довольно сомнительная защита. Чёрные жертвуют пешку на е5 (3. Фh5:e5+) с целью выигрыша темпа для опережения белых в развитии.
- 2. …g7-g6? — преждевременная попытка отогнать белого ферзя, ведущая к потере ладьи: 3. Фh5:e5+ и 4. Фе5:h8.
- 2. …Фd8-e7 либо 2. …Фd8-f6 — чёрные защищают ферзём пешку е5 и поле f7. В то же время раннее включение ферзя в игру мешает дальнейшему развитию чёрных: так, находясь на поле е7, ферзь препятствует развитию слона f8, что, в свою очередь, затрудняет рокировку в короткую сторону; ход 2. …Фd8-f6 не позволяет вывести коня g8 на поле f6, где он был бы расположен наиболее активно.
- 2. …Kb8-с6 — наиболее популярное продолжение, обеспечивающее прочную защиту. Далее, как правило, следует 3. Сf1-c4 g7-g6 4. Фh5-f3 Kg8-f6 с последующим фианкеттированием чёрного слона на g7.
- 2. …d7-d6 — может показаться рискованной защитой. За этим следует 3. Сc4 и угроза мата чёрным. Чёрные защищаются Kg8-h6. Белые отвечают угрозой уничтожения коня слоном ходом d2-d3 или d2-d4. Чёрные ходят Сg4!, угрожая ферзю белых. Многие неопытные игроки видят в этом безвыходное положение ферзя и сдаются, но Фg5 является выходом из ситуации, так как игроки могут пойти на размен. В то же время если дебют начат не 1. e2-e4, а 1. e2-e3 (см. дебют ван Круйса), то при таком же развитии ситуации после хода Сg4 ферзю уходить некуда, и белые проигрывают ферзя, а чёрные имеют все шансы на победу. Однако начало 1. e2-e3 уже не относится к дебюту, о котором идет речь в этой статье, хоть и ход 2. Фh5 у них совпадает.
- 2. …Кре8-е7?? — наихудшее продолжение со стороны чёрных, следует немедленное 3. Фh5:e5х.

## Название дебюта
Поскольку данное начало редко встречается в шахматной литературе и в турнирной практике гроссмейстеров, у него нет устоявшегося названия. Так, в книге Д. И. Бронштейна «200 открытых партий» дебют описан под названием «Атака ферзя». Наименования, используемые в зарубежных источниках, приводятся в таблице:
| № | Название на английском языке | Примерный перевод на русский язык    |
| - | ---------------------------- | ------------------------------------ |
| 1 | Danvers Opening              | Данверсское начало                   |
| 2 | Kentucky Opening             | Кентуккийское начало                 |
| 3 | Parham Attack                | Атака Парэма                         |
| 4 | Patzer Opening               | Дебют дилетанта                      |
| 5 | Queen’s Excursion            | Экскурсия ферзя / Экскурсия королевы |
| 6 | Wayward Queen Attack         | Неординарная атака ферзя             |

## Примерная партия
Нардов — Борисов, Санкт-Петербург, 1889
1. е4 е5 2. Фh5? Kc6 3. Cc4 g6 4. Фf3 Кf6 5. Фb3? Kd4! 6. Фс3 d5 7. C:d5 K:d5 8. ed Cf5 9. d3 Cb4! 0-1 На 10. Ф:b4 белые теряют ферзя: 10. …К:с2+.